# Pelé (ur. 1991)
Pelé , właśc. Judilson Mamadu Tuncará Gomes (ur. 29 września 1991 w Agualva-Cacém) – gwinejski piłkarz pochodzący z Portugalii, występujący na pozycji pomocnika w monegaskim klubie AS Monaco FC oraz w reprezentacji Gwinei Bissau.

## Kariera klubowa
Jest wychowankiem klubu CF Os Belenenses, w którym rozpoczął karierę piłkarską. W lipcu 2011 został zaproszony do włoskiego klubu Genoa CFC, ale już po miesiącu został piłkarzem A.C. Milan. Występował w młodzieżowej drużynie. 31 lipca 2012 został wypożyczony do końca sezonu do ukraińskiego Arsenału Kijów. Potem bronił barw portugalskich klubów SC Olhanense, CF Os Belenenses, SL Benfica, FC Paços de Ferreira, Feirense i Rio Ave FC. W lipcu 2018 został piłkarzem AS Monaco FC. 31 stycznia 2019 został wypożyczony do Nottingham Forest F.C..

## Kariera reprezentacyjna
Pelé dwukrotnie wychodził na zmianę w meczach eliminacyjnych Mistrzostw Europy U-19, ale nie został wybrany do składu reprezentacji w turnieju finałowym. Następnie w 2011 został wybrany do reprezentacji Portugalii na turniej finałowy Mistrzostw Świata U-20 w Kolumbii, gdzie rozegrał wszystkie mecze i zdobył wicemistrzostwo świata.

## Sukcesy
- Wicemistrzostwo Świata do lat 20: 2011